# Archerit
Archerit ist ein sehr selten vorkommendes Mineral aus der Mineralklasse der „Phosphate, Arsenate und Vanadate“ mit der chemischen Zusammensetzung K[PO2(OH)2] oder auch KH2(PO4) und ist damit chemisch gesehen ein basisches Kaliumphosphat.
Archerit kristallisiert im tetragonalen Kristallsystem und entwickelt prismatisch-pyramidale Kristalle bis etwa zwei Millimeter Größe mit einem schwachen glasähnlichen Glanz auf den Oberflächen. Er findet sich aber auch in Form krustiger Überzüge.
In reiner Form ist Archerit farblos und durchsichtig. Durch vielfache Lichtbrechung aufgrund von Gitterbaufehlern oder polykristalliner Ausbildung kann er aber auch durchscheinend weiß bis beigeweiß sein und durch Fremdbeimengungen eine bräunlichgelbe Farbe annehmen. Mit einer Mohshärte von 1 bis 2 gehört Archerit zu den weichen Mineralen, die sich wie die Referenzminerale Talk (Härte 1) und Gips (Härte 2) mit dem Fingernagel ritzen lassen.

## Etymologie und Geschichte
Bereits vor der Entdeckung als natürliche Mineralbildung war die Verbindung KH2(PO4) als synthetisches Produkt bekannt, 1925 erstmals von O. Hasse untersucht und 1930 durch J. West als Kalium-Dihydrogenphosphat beschrieben. Die Kristallstruktur wurde von S. B. Hendricks analysiert.
Erstmals entdeckt wurde Archerit in der Petrogale-Höhle (Petrogale Cave) nahe einer Raststätte bei Madura in Westaustralien. Die Erstbeschreibung erfolgte 1977 durch Peter J. Bridge, der das Mineral nach Michael Archer (* 1945), dem Kurator für Säugetiere im Queensland Museum, benannte. Dieser hatte die Petrogale-Höhle entdeckt und Proben gesammelt, in denen das neue Mineral entdeckt wurde.
Das Typmaterial des Minerals wird im Western Australian Museum (WAM) in Perth, Australien unter der Katalog-Nr. MDC 5901 aufbewahrt.

## Klassifikation
In der veralteten 8. Auflage der Mineralsystematik nach Strunz war der Archerit noch nicht aufgeführt.
In der zuletzt 2018 überarbeiteten Lapis-Systematik nach Stefan Weiß, die formal auf der alten Systematik von Karl Hugo Strunz in der 8. Auflage basiert, erhielt das Mineral die System- und Mineralnummer VII/A.12-050. Dies entspricht der Klasse der „Phosphate, Arsenate und Vanadate“ und dort der Abteilung „Wasserfreie Phosphate [PO4]3−, ohne fremde Anionen“, wo Archerit zusammen mit Bario-Olgit, Biphosphammit, Buchwaldit, Iwateit, Monetit, Nahpoit, Olgit, Phosphammit, Švenekit und Weilit eine unbenannte Gruppe mit der Systemnummer VII/A.12 bildet.
Die von der International Mineralogical Association (IMA) zuletzt 2009 aktualisierte 9. Auflage der Strunz’schen Mineralsystematik ordnet den Archerit in die Klasse der „Phosphate, Arsenate und Vanadate“ und dort in die Abteilung „Phosphate usw. ohne zusätzliche Anionen; ohne H2O“ ein. Hier ist das Mineral in der Unterabteilung „Mit ausschließlich großen Kationen“ zu finden, wo es zusammen mit Biphosphammit eine unbenannte Gruppe mit der Systemnummer 8.AD.15 bildet.
In der vorwiegend im englischen Sprachraum gebräuchlichen Systematik der Minerale nach Dana hat Archerit die System- und Mineralnummer 37.01.04.02. Das entspricht der Klasse der „Phosphate, Arsenate und Vanadate“ und dort der Abteilung „Phosphatminerale“. Hier findet er sich innerhalb der Unterabteilung „Wasserfreie saure Phosphate etc., mit verschiedenen Formeln“ in einer unbenannten Gruppe mit der Systemnummer 37.01.04, in der auch Biphosphammit eingeordnet ist.

## Chemismus
Die idealisierte, theoretische Zusammensetzung von Archerit (KH2(PO4) besteht aus 28,73 Gew.-% Kalium (K), 1,48 Gew.-% Wasserstoff (H), 22,76 Gew.-% Phosphor (P) und 47,03 Gew.-% Sauerstoff (O). Da Archerit meist in enger Vergesellschaftung mit Biphosphammit auftritt, ist oft ein geringer Anteil des Kaliums durch Ammonium (NH4) ersetzt (substituiert). Daher wird die Formel für Archerit in verschiedenen Quellen auch mit (K,NH4)H2PO4 oder (K,NH4)[PO2(OH)2] angegeben.

## Kristallstruktur
Archerit kristallisiert tetragonal in der Raumgruppe I42d (Raumgruppen-Nr. 122) mit den Gitterparametern a = 7,45 Å und c = 6,98 Å sowie vier Formeleinheiten pro Elementarzelle.

## Bildung und Fundorte
An seiner Typlokalität, der Petrogale-Höhle in Westaustralien, bildete sich Archerit als Bestandteil von Stalaktiten und Krusten an den Höhlenwänden aus Fledermausguano, das heißt aus den Exkrementen von Fledermäusen durch Einwirkung auf Kalkstein. Als Begleitminerale treten unter anderem Aphthitalit, Biphosphammit, Calcit, Guanin, Halit, Mundrabillait, Newberyit, Oxammit, Stercorit, Syngenit, Weddellit und Whitlockit auf.
Archerit gehört zu den sehr seltenen Mineralbildungen und wurde bisher nur in wenigen Proben aus weniger als 10 Fundorten entdeckt. In Australien konnte das Mineral außer in der Petrogale-Höhle, nur noch in den nahe gelegenen Höhlen Murra-el-elevyn und Cocklebiddy nahe der gleichnamigen Raststätte im Verwaltungsgebiet Dundas Shire gefunden werden.
Weitere bisher bekannte Fundorte sind die San Salvador-Höhle auf der gleichnamigen Insel am Nordost-Rand der Bahamas, die Arnhem-Höhle in der namibischen Region Khomas, die Hibashi-Höhle in der saudi-arabischen Provinz Mekka (Mintaqah Makkah) und in der Kahf-Kharrat-Najem-Höhle im Emirat Fudschaira (Fujairah) in den Vereinigten Arabischen Emiraten.